# Kathrine Nedrejord
Kathrine Nedrejord, född 16 september 1987 i Kjøllefjord, är en norsk-samisk författare, scenkonstnär och dramatiker som skriver på norska. För romanen Forbryter og straff blev hon nominerad till Nordiska rådets litteraturpris 2023.

## Författarskap
Nedrejord släppte debutromanen Transitt år 2010. För romanen Forvandliga, som hon publicerade åtta år senare, tilldelades hon Havmannpriset 2018.
För hennes roman Forbryter og straff, som publicerades 2022, nominerades Nedrejord till Nordiska rådets litteraturpris 2023.
2016 publicerade Nedrejord sin första ungdomsroman vid namn Hvem er jeg når du blir borte. 2019 publicerade hon Det Sara skjuler, som senare dramatiserades och spelades Beaivváš Sámi našunalteáhter 2023.

## Karriär som dramatiker
Nedrejord debuterade som dramatiker när hon skrev föreställningen Utestengt, innesteng, som spelades på Norsk dramatikkfestival 2009. För föreställningen Brent jord blev hon nominerad till Ibsenprisen 2016.
Från 2018 till 2020 var hon den första kvinnliga husdramatikern för Nationaltheatret. Hon skrev under denna period föreställningen Human zoo, som sattes upp på Beaivváš Sámi Našunálateáhter 2019.
Nedrejord var husdramatiker på Dramatikkens hus från 2020 till 2021.